# Kalanchoe longifolia
Kalanchoe longifolia ist eine Pflanzenart der Gattung Kalanchoe in der Familie der Dickblattgewächse (Crassulaceae).

## Beschreibung

### Vegetative Merkmale
Kalanchoe longifolia ist eine ausdauernde Pflanze, die Wuchshöhen von 20 bis 60 Zentimeter erreicht. Die einfachen oder verzweigten, aufrechten Triebe weisen an ihrer Basis einen Durchmesser von bis zu 1,5 Zentimeter auf. Junge Triebe sind grün und fein flaumhaarig, alte rötlich und kahl. Die fleischigen, einfachen oder gelegentlich dreigeteilten, grünen Laubblätter sind gestielt. Der auf der Oberseite gefurchte Blattstiel ist 2,5 bis 7 Zentimeter lang. Die Blattspreite ist auf der Oberseite kahl und auf der Unterseite fein drüsig-haarig und verkahlend. Sie ist 7,5 bis 14 Zentimeter lang und 3,5 bis 6 Zentimeter breit. Ihre Spitze ist stumpf, die Basis keilförmig bis gerundet. Der Blattrand ist verdickt und gezähnelt bis gesägt.

### Generative Merkmale
Der Blütenstand erreicht eine Länge von bis zu 15 Zentimeter und ist spärlich mit einem langen Indumentum bedeckt. Die aufrechten Blüten sind spärlich mit kurzen drüsigen Haaren bedeckt und stehen an etwa 2 Millimeter langen Blütenstielen, die kurz drüsig-haarig sind. Ihr grüner Kelch ist nahe der Basis geteilt. Die linealisch-lanzettlichen, leicht zugespitzten Kelchzipfel sind etwa  8 Millimeter lang und 2 Millimeter breit. Die grüne bis blassgrüne, zylindrische Kronröhre ist im oberen Teil vierkantig und etwa 13 Millimeter lang. Ihre gelben, länglich verkehrt lanzettlichen, zugespitzten Kronzipfel weisen eine Länge von etwa 8 Millimeter auf und sind 4 Millimeter breit. Die Staubblätter sind oberhalb der Mitte der Kronröhre angeheftet und ragen leicht aus der Blüte heraus. Die Staubbeutel sind grün. Die pfriemlichen Nektarschüppchen weisen eine Länge von etwa 4 Millimeter auf. Das Fruchtblatt ist einschließlich Griffel etwa 9 Millimeter lang.

## Systematik und Verbreitung
Kalanchoe longifolia ist in Thailand auf Kalkfelsen in Höhen von 300 Metern verbreitet.
Die Erstbeschreibung durch Patrick Geddes wurde 1929 veröffentlicht.

## Nachweise